# Підбілик
Підбілик (Homogyne) — рід квіткових рослин із родини айстрових. Містить три види, які зростають у Європі, від Іспанії до України.

## Морфологічна характеристика
Це кореневищна багаторічна трав'яниста невелика рослина з прикореневою розеткою. Стебло (зазвичай несе одну квітку) прямо-висхідне, просте, у прикореневій частині запушене. Прикореневі листки шкірясті, зазвичай серцеподібної чи ниркоподібної форми, верх блискучий і голий, низ може бути зеленим чи біло запушеним, краї зубчасто-городчаті. Стеблових листків 2 чи 3; вони короткі й віддалені один від одного. Суцвіття утворене одним (рідше двома) кошиками. Усі квіточки трубчасті, зовні жіночі, всередині двостатеві, від білуватого до рожевувато-фіолетового забарвлення. Плоди — лінійні сім'янки; Поверхня борозниста 5–10 ребрами. На верхівці ці плоди мають щетинисті білі папуси з простими волосками, але розташовані в кілька рядів.

## Види
- Homogyne alpina (L.) Cass.
- Homogyne discolor Cass.
- Homogyne sylvestris (Scop.) Cass.